# L'isola della desolazione
L'isola della desolazione (Desolation Island) è un romanzo storico avventuroso a sfondo marinaresco del 1978 di Patrick O'Brian. È il quinto romanzo della serie che ha per protagonisti Jack Aubrey e Stephen Maturin (eroi immaginari anche se Aubrey è ispirato alle imprese di Lord Cochrane) protagonisti anche del film Master and Commander - Sfida ai confini del mare (sunto di episodi tratti dai vari romanzi della serie).

## Trama
Per Jack Aubrey, divenuto Cavaliere dell'Ordine del Bagno e a terra nella sua rinnovata casa di Ashgrove Cottage, la gioia per la vittoria delle Mauritius si disfa nell'inattività. Jack infatti è molto indaffarato in progetti che mirano all'arricchimento, ma i suoi "consiglieri" sono solo soggetti senza scrupoli che gli propongono dispendiosi affari. Inoltre, la sua pedante e stupida suocera fa quello che può per guastare il clima familiare.
Dopo avere messo a rischio buona parte del suo capitale in un fallimentare progetto di estrazione dell'argento dalle scorie di piombo, Jack ottiene infine un comando: una nave da 50 cannoni, la "vecchia, orrenda Leopard", per una missione in Australia. Ma la vera missione gli viene notificata in seguito: dovrà trasportare dei forzati, compito avvilente per un militare di carriera.
Prima di partire però, finisce per accusare, con ragione, un individuo ben inserito nell'alta società di barare al gioco; ma grazie anche alla repentina partenza voluta soprattutto dalla moglie, nessuna sfida a duello viene recapitata.
Nel frattempo Stephen Maturin, medico di bordo di Jack, cerca di riallacciare i contatti con Diana Villiers, cugina di Sophia, la moglie di Jack, che ha avuto parte importante nelle avventure precedenti, per scoprire che questa è fuggita negli Stati Uniti con un americano, per via di quella che sembra una storia di spionaggio; indagando scopre che pesantemente implicata in questa storia è in realtà un'amica di Diana, ed è la ragione principale per cui viene adibita la Leopard come nave da trasporto prigionieri fra cui appunto l'altolocata signora.
Partita la nave, durante una sosta in Brasile per sbarcare alcuni malati che avevano contratto il tifo ed erano difficilmente curabili in mare, navi inglesi riferiscono della presenza nelle acque del Capo di Buona Speranza di un vascello olandese da 74 cannoni, la Waakzamheid, che ha dato loro la caccia. Ma lo stesso accadrà alla Leopard che, inseguita dalla nave olandese e incappata in una tempesta, riuscirà ad affondare l'avversaria dopo un cannoneggiamento.
Proseguendo lungo la rotta per l'Australia, uno scontro con un iceberg danneggia la nave in modo molto serio; una parte consistente dell'equipaggio, guidata dal primo ufficiale, abbandona la nave con il consenso forzato di Jack, facendo rotta per il Capo. Il resto dell'equipaggio riesce però in modo avventuroso a portare la nave sull'isola della Desolazione, nota anche come Kerguelen, un'isola disabitata situata nel sud dell'Oceano Indiano
Per ultimare le riparazioni serve tuttavia una forgia, buttata a mare insieme ai cannoni per alleggerire la nave in precedenza; un aiuto insperato arriva su una baleniera americana, del cui equipaggio Stephen cura diversi membri ottenendo, se non cordialità, una qualche tolleranza. L'antipatia fra gli equipaggi era dovuta al recente passato della Leopard in cui si trova un episodio infame: l'attacco ad una fregata statunitense che aveva rifiutato una ispezione a bordo alla ricerca di disertori britannico.
Ultimate le riparazioni, Stephen - nelle sue vesti di agente del Servizio Informazioni della Marina - aiuta la spia a fuggire sulla baleniera, dopo averle trasmesso indirettamente una copiosa quantità di false informazioni, e "convincendo" Jack a non preoccuparsi dell'inseguimento per evitare un nuovo incidente con gli americani.

## Riferimenti storici
Vi fu davvero un incidente tra una fregata americana, la USS Chesapeake (38 cannoni), e la Leopard, il 22 giugno 1807. La fregata inglese, alla ricerca di disertori in prossimità delle coste statunitensi, tentò di abbordare la Chesapeake e, al rifiuto del suo comandante, aprì il fuoco con i cannoni uccidendo o ferendo 22 uomini, tra i quali il comandante americano, e portando via alcuni disertori. Questa fu una delle cause che portarono alla guerra del 1812 tra i due paesi.

## Edizioni
- Patrick O'Brian, L'isola della desolazione, traduzione di Paola Merla, Longanesi, 1998,  p. 325, ISBN 88-304-1487-5.